# Dergači (Oblast' di Saratov)
Dergači (in russo  Дергачи?) è un insediamento di tipo urbano dell'oblast' di Saratov, in Russia; è il centro amministrativo del distretto Dergačëvskij.
Si trova sulle rive del fiume Altata, 230 km a est di Saratov.